# Дандре, Виктор Эмильевич
Виктор Эмильевич (Эммануилович) Дандре (1870, Санкт-Петербург — 5 февраля 1944, Лондон) — русский чиновник, антрепренёр и партнёр балерины Анны Павловой.
Происходил из обрусевшей семьи французских аристократов, барон. Имел инженерное образование, знал не менее 4 языков. Работал в Сенате и состоял гласным городской думы.
Через Николая Безобразова познакомился с начинающей балериной Мариинского театра Анной Павловой. Покровительствовал ей, стал её любовником. За 5000 рублей в год снимал Павловой квартиру с большим залом в Доме-сказке, сам продолжал жить на Итальянской улице. Не женился на балерине, поскольку её происхождение было неприемлемо низким для барона.
В 1909 году познакомил Павлову с Сергеем Дягилевым, затем она уехала с Русскими сезонами за границу. В 1910 году Дандре попал под следствие за незаконное присвоение средств. Павлова внесла за него залог, в 1912 году Дандре приехал к ней в Лондон, стал её импресарио. После смерти Павловой написал несколько книг о ней; утверждал, что тайно обвенчался с ней, но доказательств не представил. Урна с прахом Дандре стоит рядом с урной Павловой в колумбарии лондонского крематория Голдерс-Грин.